# Alfred Weidlich

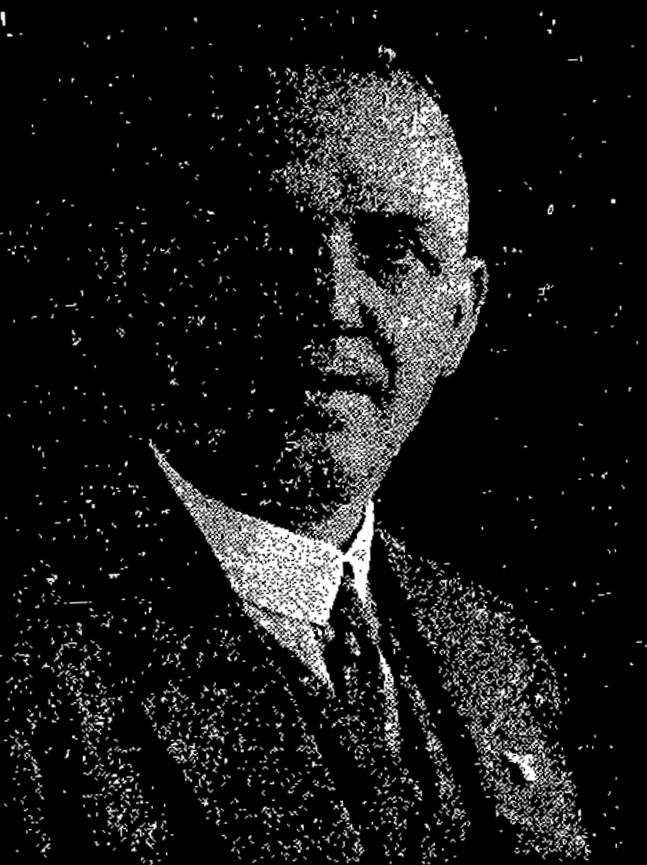
Alfred Weidlich (Foto veröffentlicht 1933)

Alfred Bernhard Weidlich (* 1888; † 11. Juni 1937 in Bernau) war ein deutscher Journalist, Verleger, Parlamentsabgeordneter und Funktionär in nationalsozialistischen Organisationen.

## Leben und Wirken
Alfred Weidlich durchlief eine Ausbildung zum Drogisten. Über seine Jugend und frühen Berufsjahre ist nichts bekannt. Seit Anfang der Zwanziger Jahre betätigte er sich in der preußischen Landespolitik und vertrat völkische und nationalsozialistische Ideen. 1928 trat er in die wiedergegründete NSDAP ein. Er gründete eine Ortsgruppe der Partei in seinem Wohnort Erkner bei Berlin und unterstützte weitere Ortsgruppengründungen in Niederbarnim und Kurmark. Er kandidierte für die NSDAP bei der Wahl im November 1929 zum Provinziallandtag der Provinz Brandenburg, die 5,6 % der Stimmen und damit sechs Mandate erhielt. Weidlich wurde so Mitglied des Brandenburgischen Provinziallandtags.
Im April 1933 wurde er zum zweiten stellvertretenden Vorsitzenden des Provinziallandtags gewählt. Außerdem wurde er vom Plenum in den Preußischen Staatsrat gewählt, der zweiten Kammer des Preußischen Landtags. Weidlich, bereits stellvertretender zweiter Vorsitzender des Provinziallandtags und Fraktionsgeschäftsführer der NSDAP-Fraktion im Staatsrat, wurde zum stellvertretenden Vorsitzenden des Provinzialausschusses gewählt.
Von 1931 bis 1934 war er Herausgeber und Chefredakteur der Agentur Preußischer Pressedienst der NSDAP (PPD). Daneben gab Weidlich die Kurmärkische Heimat-Korrespondenz heraus.
Der PPD war eine von mehreren offiziösen Korrespondenzen, die die parteinahe Provinzpresse mit Leitartikeln und Nachrichten versorgte und damit der Presselenkung durch die Parteiführung diente. Weidlichs Schwerpunkt lag auf der Landespolitik in Preußen, dem größten Land des Reiches, das bis zum Staatsstreich 1932, dem „Preußenschlag“, mit seiner SPD-geführten Regierung als demokratisches „Bollwerk“ galt. Aber auch hier erstarkte die NSDAP sehr schnell, und die politische Pressearbeit war intensiv.
Bei der Wahl zum Preußischen Landtag gewann die NSDAP weniger als 2 % der Stimmen und errang nur sechs Sitze, aber bei der folgenden Wahl am 24. April 1932 wurde die NSDAP mit fast 37 % (8,1 Mio. Stimmen) stärkste politische Kraft und gewann 162 Mandate; am 5. März 1933 errang die Partei sogar mit 43 Prozent der Stimmen 211 Mandate und damit die absolute Mehrheit. An diesem Erfolg wurde Weidlich ein Beitrag zugeschrieben. NSDAP-Reichspressechef Otto Dietrich gab später in einem Nachruf über Weidlich, Träger des Goldenen Ehrenzeichens der Partei, an, er habe „wertvolle Dienste“ geleistet, indem er mit seiner Agentur „den Kampf um Preußen nicht unwesentlich unterstützte“. Er habe sich als Propagandist und Vertreter der Partei „in den verschiedensten parlamentarischen Einrichtungen des damaligen preußischen Staates erfolgreich durchgesetzt“.
Weidlich und seine Agentur kamen 1932–33 rasch voran. Anfang 1933 wurden beim Pressefunk-Sender der regierungsoffiziösen Nachrichtenagentur Wolffs Telegraphisches Bureau (WTB) Sendezeiten frei, die bisher von der Dradag und der der Zentrumspartei nahestehenden Express-Correspondenz (ECA) genutzt worden waren. Nach Hitlers Regierungsübernahme drängten drei braune Pressedienste in diese Sonderfunkplätze hinein, um ihren abonnierenden Zeitungsredaktionen aktuelle Nachrichten durchgeben zu können: Weidlichs Preußischer Pressedienst der NSDAP, die von Wilhelm Weiß, dem Vizechef des Völkischen Beobachters, geführte NSDAP-Reichspressestelle, die die Nationalsozialistische Parteikorrespondenz herausgab, und der von Hans Joachim Graf von Reischach geleitete Zeitungsdienst Graf Reischach (zuvor Nationalsozialistischer Zeitungsdienst). Die Konstellation währte nur kurze Zeit bis zur Gründung des Deutschen Nachrichtenbüros (DNB) 1934, das auch den Pressefunk vollständig übernahm.

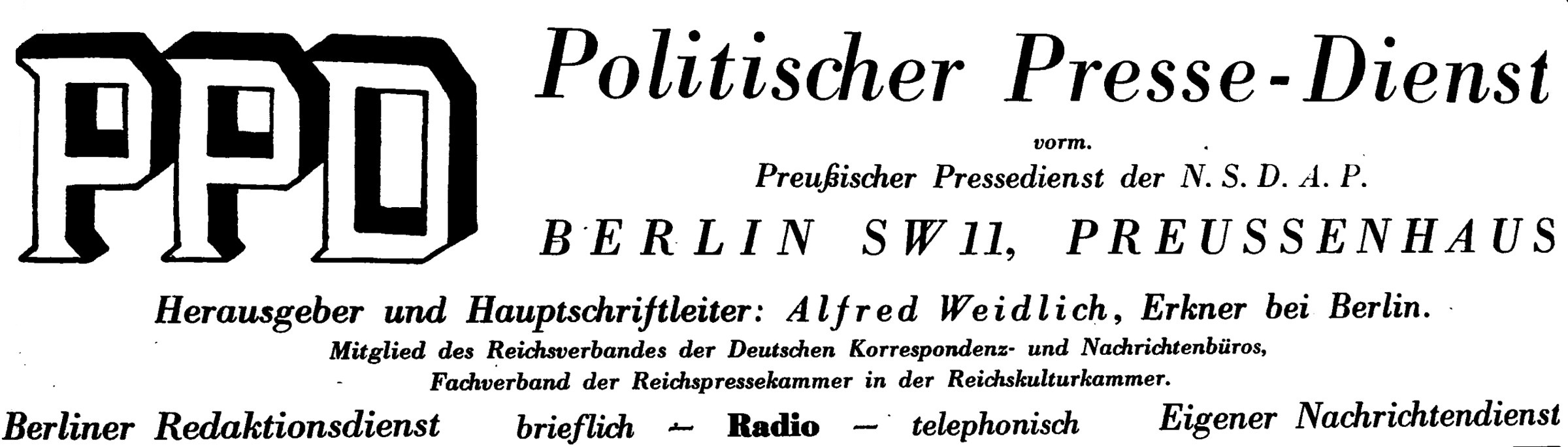
Logo und Briefkopf nach der Umbenennung von Preußischer Pressedienst der NSDAP in Politischer Presse-Dienst. Der alte Name lebte im Untertitel fort. (Dokument von 1935)

Der Binnenpluralismus der NSDAP-Medien wurde bald deutlich gedrosselt. Die Anzahl konkurrierender Agenturen, die Pressetexte der Partei verbreiten durften, wurde verringert. Weiß’ Nationalsozialistische Parteikorrespondenz schob sich deutlich nach vorn. Für andere blieb kaum noch Platz oder nur noch Nischen. Das Hitler-Regime erlaubte zudem in Preußen keine eigenständige Landespolitik mehr. Der Preußische Landtag und die Provinziallandtage wurden 1934 durch das Gesetz über den Neuaufbau des Reichs abgeschafft. Weidlich nannte seine Korrespondenz daher um in Politischer Presse-Dienst (PPD).
Im Reichsverband der Deutschen Presse (RDP), der Berufsvereinigung der Journalisten, stieg Weidlich im April 1933 in den Vorstand auf; er wurde stellvertretender Schatzmeister. Während manche Nationalsozialisten im Vorstand den Landesverbänden Zeit und Spielraum lassen wollten, um zu entscheiden, wer künftig noch Mitglied sein dürfe, plädierte Weidlich radikal für einen generellen Ausschluss von „marxistischen“ und jüdischen Mitgliedern, was großen Anklang fand.
Im Oktober 1933 ernannt der Gauleiter des NSDAP-Gaus Kurmark, Wilhelm Kube, zugleich Oberpräsident von Brandenburg–Berlin, Weidlich zum Gaupresseamtswalter, also quasi Parteisprecher für den Parteigau.
Propagandaminister Joseph Goebbels schuf im Rahmen seiner Gleichschaltungspolitik eine Reichskulturkammer, zu der auch eine Reichspressekammer gehörte. Die gesetzliche Zwangsmitgliedschaft galt sowohl für alle Berufsausübenden als auch für die publizistischen Unternehmen. Einer der Fachverbände der Reichspressekammer war der Reichsverband der Deutschen Korrespondenz- und Nachrichtenbüros (RDKN). Er ging am 17. November 1933 aus dem 1920 gegründeten (freiwilligen) Verein Deutscher Korrespondenz-Verleger (VDKV) hervor. Die Führung des neuen Verbandes wurde Weidlich übertragen. Er blieb bis Oktober 1935 in diesem Amt, bis er von Gustav Albrecht (Deutsches Nachrichtenbüro) ersetzt wurde.
Bei einem Autounfall am 6. Juni 1937 auf der Autobahn Berlin–Stettin in der Nähe von Bernau wurde Weidlich lebensgefährlich verletzt. Fünf Tage später starb er im Krankenhaus Bernau.